# Sony Ericsson P800
Sony Ericsson P800為Sony EricssonP系列的第一支智慧型手機、在台灣第一支販售P系列機種（2002年），內建30萬畫素相機，使用了Symbian V7.0系統，UIQ 2.0操作介面。